# Antonio Bertoloni
Antonio Bertoloni (Sarzana 1775- Bolonya 1869) va ser un metge i botànic italià.

## Biografia
L'any 1793 va iniciar els estudis de medicina a la Universitat de Pavia i després passà a la de Gènova on es va doctorar el 1796. Després d'exercir la medicina durant un temps s'interessà per la botànica.
El 1815 obté la càtedra de botànica de la Universitat de Bolonya, va ser considerat el botànic italià més famós del segle xix. Va desenvolupar el jardí botànic de Bolonya que ja existia des del 1568 i en va fer un centre d'excel·lència.
La seva obra principal porta el títol de Flora italica (nom complet «Flora italica sistens plantas in Italia et in insulis circumstantibus sponte nascentes») publicada en deu volums.
Li van dedicar l'orquídia Ophrys bertolonii endèmic també als Països Catalans i el gènere Bertolonia.

## Obres principals[1]
- Rariorum Italiane plantarum decas tertia. Accedit speciment zoophytorum Portus Lunae (1810)
- De re herbaria (1820)
- Praelectiones rei herbariae quae et prolegomeni ad floram italicam (1827)
- Flora italica sistens plantas in Italia et in insulsi circumstantibus sponte nascentes, 10 volums. (1833-1854)
- Plantae novae vel minus cognitae horti botanici bononiensis, 2 volums, (1838)
- Flora italica cryptograma, 2 volums (1858-1862)